# Église de la Résurrection de Saransk
L'église de la Résurrection (Церковь «Вельмема» (Воскресение)) est une église luthérienne située à Saransk en Russie. La paroisse luthérienne de la Résurrection - ou Veldema en erzya - dépend de la prévôté de l'Oural de l'Église évangélique-luthérienne d'Ingrie. C'est l'une des deux paroisses luthériennes de Mordovie avec la paroisse erzya-mochka de Saransk.
Résurrection se traduit par Veldema en erzya. Le culte se déroule en russe et en erzya. Les paroissiens sont mordves (erzyas et mochkas), russes et d'autres nationalités. Le pasteur et fondateur de la paroisse est Alexeï Aliochkine. La paroisse a été enregistrée officiellement le 23 mai 1995.

## Histoire
La première église luthérienne en Mordovie est apparue en 1865 à Bolchie Berezniki. Â la fin du XIXe siècle, les paroissiens luthériens habitant le gouvernement de Simbirsk sont d'un millier environ. Selon certaines données les premiers luthériens sont arrivés à Saransk à la fin du XVIIIe siècle et disposaient d'une maison de prière qui n'existe plus.
La renaissance du luthérianisme contemporain en Mordovie est dû à deux frères mordves, les frères Aliochkine, Alexeï qui est pasteur et Andreï qui est peintre. Ce dernier pendant ses études à l'Académie des beaux-arts de Léningrad avait fait la connaissance du pasteur Arvo Survo qui était alors en train de faire renaître l'Église luthérienne d'Ingrie, grâce à son énergie. Il a donc convaincu Andreï Aliochkine d'adapter le luthérianisme aux traditions populaires mordves, ce qui lui paraissait une bonne manière de répondre aux besoins spirituels des peuples erzya et mochka. Le mouvement national mordve a pris de la vigueur à l'époque de la perestroïka et c'est dans cette atmosphère qu'en 1991 Andreï Aliochkine a pu faire enregistrer la première communauté luthérienne à Saransk recrutée parmi certains membres de l'intelligentsia de la ville et placée sous la juridiction de l'Église d'Ingrie.
Au début le culte ne se déroule qu'en erzya et en mochka dans le but de donner naissance plus tard à une Église luthérienne mordve indépendante. Le luthérianisme en Mordovie est activement financé à l'origine par l'Église évangélique-luthérienne de Finlande, puis par l'Église luthérienne du synode du Missouri. Un terrain du centre-ville est donné en 1991 à la communauté pour faire construire une église et la première pierre est bénie en présence des autorités municipales et de représentants de l'Église luthérienne de Finlande. Cependant les travaux sont stoppés à cause de problèmes financiers et de réticences administratives et le culte se tient pendant plus de dix ans à la maison de la culture.
À l'origine, le culte intègre des composantes de la culture mordve, notamment pour les chants funéraires et le costume national. La mission se poursuit aussi au sein de différents groupes fokloriques. La traduction de la Bible dans les dialectes mordves se fait avec l'aide de l'université de Mordovie de Saransk et de spécialistes de l'institut de traduction d'Helsinki. La traduction du Nouveau Testament paraît en 2006 et le psautier en 2011. Un nouveau terrain est donné en l'an 2000 et une église de bois temporaire est construite en 2001. La première pierre de l'église de pierre est posée en 2003.

### Aujourd'hui
Le culte se déroule désormais en russe avec des traductions en erzya. La question de la langue liturgique reste ouverte car les paroissiens sont russes, erzyas et mochkas. En plus du service liturgique, l'église est ouverte pour des concerts symphoniques ou de musique de chambre, ainsi que pour des conférences.
La paroisse, dirigée par le pasteur Alexeï Aliochkine, tisse des liens étroits avec l'Église évangélique-luthériene de Finlande et avec l'Église luthérienne du synode du Missouri.

## Architecture
Les auteurs du projet architectural sont Nikolaï Bezborodov et Vladimir Babakov sur une idée d'Andreï Aliochkine, auteur du drapeau de Mordovie. La construction de l'église se distingue par l'originalité de l'exécution, car les auteurs du projet ont cherché à créer un style national dans l'architecture de Mordovie. Dans la conception du temple, des éléments du costume de mariage des femmes erzya ont été utilisés: la couleur des murs extérieurs fait référence à la couleur du tissu de bure, et les longues fenêtres verticales, bordées de briques rouges, rappellent la broderie ornementale nationale erzya. Lors de la construction de l'église, une maison de marchand du XIXe siècle a également été restaurée contre le bâtiment et elle est devenue une partie du nouvel édifice. Lors de l'élaboration du projet architectural, les auteurs se sont appuyés sur l'expérience de la construction d'églises en Allemagne, en Suède, en Estonie et en Finlande, ce qui a finalement permis de combiner les styles scandinave et national erzya dans le projet d'église final. L'église est terminée en 2005.
L'église peut accueillir 120 fidèles assis. Il n'y a pas de plafond, en tant que tel, car il est combiné avec un toit surélevé angulaire. Au-dessus de l'entrée de la salle de culte se trouve un balcon. En décoration d'intérieur, la préférence est donnée aux matériaux en bois et en pierre.